# Munglinup
Munglinup is een plaats in de regio Goldfields-Esperance in West-Australië.

## Geschiedenis
In 1848 verkende John Septimus Roe de kuststreek tussen kaap Riche en kaap Arid. In de jaren 1860 vestigden de eerste families zich in de streek, onder hen de Dempsters en de Moirs. De Dempsters maakten reeds gebruik van de naam Munglinup. John Forrest trok in 1870 door de streek toen hij in Eyres sporen van Perth naar Adelaide trok.
In het begin van de 20e eeuw werd geprobeerd landbouw in de streek te ontwikkelen maar de onvruchtbaarheid van de grond en de crisis van de jaren 30 deden de plannen mislukken. In 1949 werd in Esperance een onderzoeksstation gevestigd, het 'Gibson Research Station of Esperance Downs'. De onderzoekers ontdekten een tekort aan sporenelementen in de grond. Door toevoeging van sporenelementen kon in de streek dan toch landbouw worden ontwikkeld.
De landbouwgemeenschap groeide en eind jaren 1950 begin jaren 1960 gingen stemmen op om tussen Ravensthorpe en Esperance een dorp op te richten. In 1960 werd een basisschooltje opgericht. Een jaar later werden kavels opgemeten en in 1962 werd Munglinup officieel gesticht. De naam is Aborigines van oorsprong en betekent "jonge mensen die hun schoonouders ontmoetten".

## 21e eeuw
Munglinup ligt in het lokale bestuursgebied (LGA) Shire of Ravensthorpe waarvan Ravensthorpe de hoofdplaats is. In 2021 telde Jerdacuttup 140 inwoners tegenover 122 inwoners in 2006.
Munglinup is een verzamel- en ophaalpunt voor de oogst van de in de streek bij de Co-operative Bulk Handling Group aangesloten graanproducenten. Het dorp heeft een basisschooltje.

## Ligging
Munglinup ligt langs de South Coast Highway, 590 kilometer ten oostzuidoosten van de West-Australische hoofdstad Perth, 107 kilometer ten westen van Esperance en 80 kilometer ten oosten van Ravensthorpe.

## Toerisme
Munglinup vormt de toegangspoort tot het nationaal park Fitzgerald River. Ten zuiden van het dorp ligt 200 kilometer kust met duinen, stranden en kampeerplaatsen. Vanaf Point Ann kan men in het seizoen migrerende walvissen bekijken. Rondom de rivier de Oldfield en haar estuarium liggen wandelpaden waar men wilde bloemen en zeldzame vogels kan waarnemen.

## Klimaat
Munglinup kent een gematigd mediterraan klimaat, Csb volgens de klimaatclassificatie van Köppen. De gemiddelde jaarlijkse temperatuur bedraagt er 16,9 °C en er valt jaarlijks gemiddeld ongeveer 530 mm neerslag.
Agnew · Balagundi · Balgarri · Bardoc · Beria · Black Flag · Bonnie Vale · Boorara · Boulder · Broad Arrow · Buldania · Bullabulling · Bulong · Burbanks · Burtville · Callion · Cascade · Comet Vale · Condingup · Coolgardie · Coonana · Cosmo Newbery · Cundeelee · Dalyup · Davyhurst · Duketon · Dundas · Dunnsville · Esperance · Eucla · Eulaminna · Euro · Feysville · Forrest · Gibson · Gindalbie · Golden Ridge · Goongarrie · Grass Patch · Gudarra · Gwalia · Higginsville · Hopetoun · Israelite Bay · Jerdacuttup · Kalgoorlie · Kambalda · Kambalda West · Kanowna · Kathleen · Kintore · Kookynie · Kurnalpi · Kunanalling · Kundana · Kurrajong · Kurrawang · Lakewood · Laverton · Lawlers · Leinster · Leonara · Linden · Londonderry · Loongana · Malcolm · Menzies · Mertondale · Mount Burges · Mount Ida · Mount Margaret · Mount Morgans · Mulgarrie · Mulwarrie · Mulline · Mungari · Munglinup · Murrin Murrin · Niagara · Norseman · Ora Banda · Princess Royal · Ravensthorpe · Rawlinna · Salmon Gums · Scaddan · Sir Samuel · Tampa · Vivien · Warburton · Waverley · Widgiemooltha · Windanya · Wingellina · Woodarra · Yarri · Yerilla · Yunndaga · Yundamindera · Zanthus